# Resolució 1200 del Consell de Seguretat de les Nacions Unides
La Resolució 1200 del Consell de Seguretat de les Nacions Unides, adoptada per unanimitat el 30 de setembre de 1998 després de reafirmar la resolució 955 (1994), 989 (1995) i la 1165 (1998) el Consell va enviar 18 nominacions als jutges del Tribunal Penal Internacional per a Ruanda (TIRC) a l'Assemblea General de les Nacions Unides per a la seva consideració.
La llista de candidatures ha estat la següent:
- Eugénie Liliane Arivony (Madagascar)
- Pavel Dolenc (Eslovènia)
- Salifou Fomba (Mali)
- Willy C. Gaa (Filipines)
- Asoka de Z. Gunawardena (Sri Lanka)
- Mehmet Güney (Turquia)
- Aka Edoukou Jean-Baptiste Kablan (Côte d'Ivoire)
- Laïty Kama (Senegal)
- Dionysios Kondylis (Grècia)
- Bouba Mahamane (Níger)
- Erik Møse (Noruega)
- Yakov Ostrovsky (Rússia)
- Cheick Dimkinsedo Ouédraogo (Burkina Faso)
- Navanethem Pillay (Sud-àfrica)
- Indira Rana (Nepal)
- William Sekule (Tanzània)
- Tilahun Teshome (Etiòpia)
- Lloyd George Williams (Jamaica i St. Kitts i Nevis)

Més tard foren seleccionats nou jutges per l'Assemblea General el novembre de 1998 per servir quatre anys fins al maig de 2003: Pavel Dolenc, Mehmet Güney, Laïty Kama, Dionysios Kondylis, Erik Mose, Yakov Ostrovsky, Navanethem Pillay, William Sekule i Lloyd George Williams.